# Stinkhout
Stinkhout (Ocotea bullata) is een boom die inheems is in Zuid-Afrika. De boom staat ook bekend als Swartstinkhout of Warestinkhout. Hij komt voor langs de westkust van het land tot aan KwaZoeloe-Natal en ook in Mpumalanga en Limpopo.
Het hout van de boom is van uitstekende kwaliteit en zeer gewild voor de vervaardiging van meubelen. Tegenwoordig is het bijzonder duur. De boom heeft zijn naam gekregen van de stank die het vers gevelde hout afgeeft. De bladeren van de boom vertonen wratjes of blaasjes op de bovenzijde. De ovale vrucht krijgt bij rijping een paarse kleur en is ongeveer 2 cm lang.
Door overmatige kap van het hout is de boom zeldzaam geworden en wordt nu beschermd. Echter de bast van de boom wordt ook in de traditionele geneeskunde om zijn helende eigenschappen gewaardeerd en dit leidt tot de dood van vele bomen doordat zij ontdaan worden van hun bast. Er wordt onderzoek gedaan om de exploitatie van de soort duurzaam te maken.